# Pismo khmerskie
Pismo khmerskie (khm. អក្សរខ្មែរ) – alfabet sylabiczny wywodzący się z brahmi poprzez vatteluttu, używany do zapisywania głównie języka khmerskiego. Najstarsze znane zabytki pochodzą z VII w. Ze starożytnego pisma khmerskiego wyodrębniło się również pismo tajskie i laotańskie.

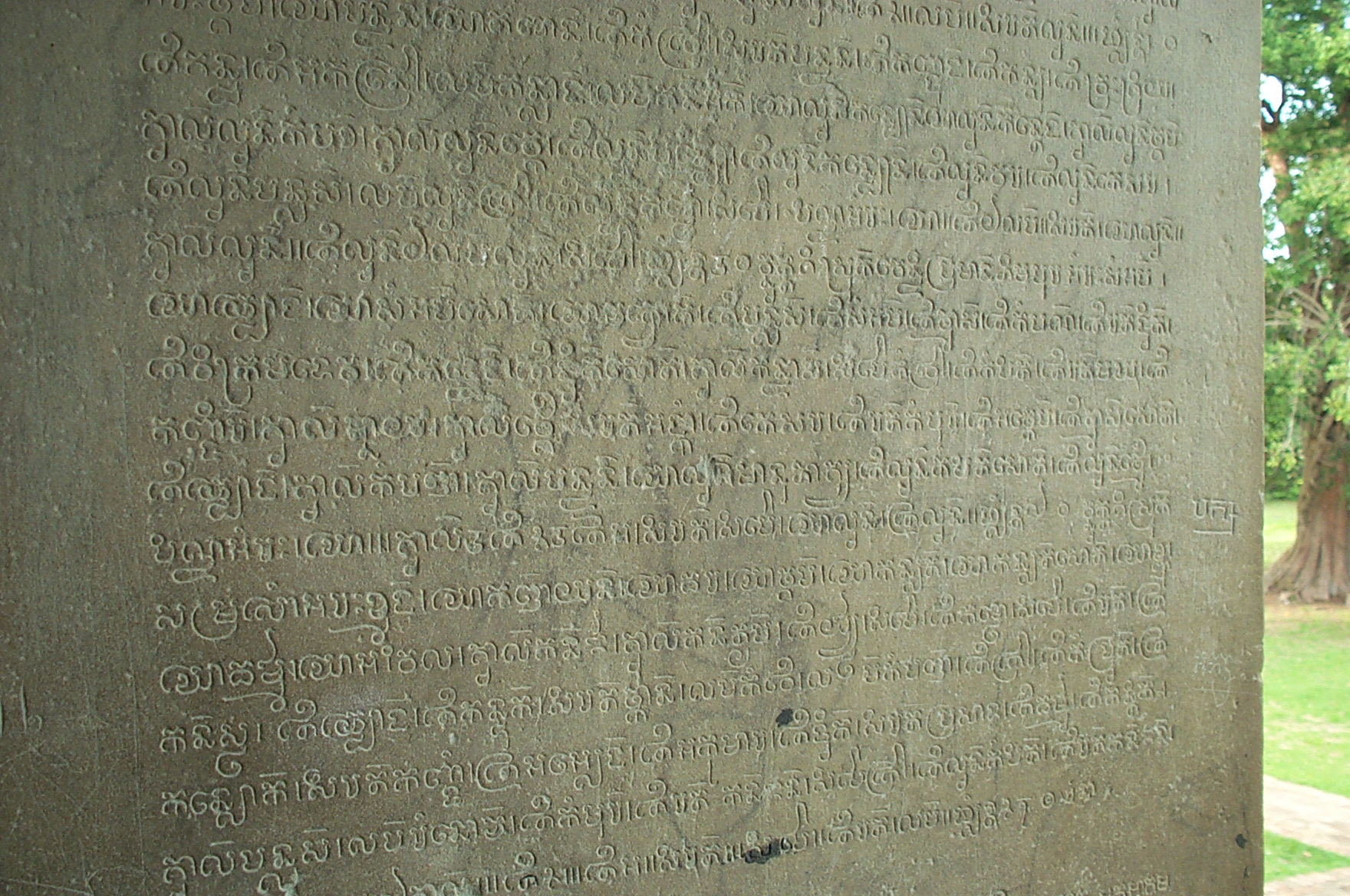
Starożytna inskrypcja khmerska

Podobnie jak w innych abugidach pochodzenia indyjskiego, samogłoski zaznacza się przy pomocy znaków diakrytycznych.

## Sposób zapisu samogłosek w piśmie khmerskim
Część znaku w kolorze pomarańczowym w poniższej tabelce oznacza spółgłoskę „k”, natomiast część zaznaczona na czarno dodatkowe, niesamodzielne znaki służące do zapisania poszczególnych samogłosek. Kombinacja tych dwóch elementów tworzy sylabę.